# 안전율
안전율(factor of safety, FoS, safety factor, SF)은 공학에서 시스템이 의도한 부하에 대해 필요한 것보다 얼마나 강력한지를 나타낸다. 교량이나 건물과 같은 많은 프로젝트에서는 포괄적인 테스트가 비실용적이지만 구조의 하중 전달 능력을 합리적인 정확도로 결정해야 하기 때문에 안전율은 세부 분석을 사용하여 계산되는 경우가 많다. 많은 시스템은 비상 상황, 예상치 못한 부하, 오용 또는 저하(신뢰성)를 허용하기 위해 의도적으로 정상적인 사용에 필요한 것보다 훨씬 더 강력하게 구축되었다. 안전 한계(Margin of safety, MoS 또는 MS)는 관련 측정값으로, 상대적인 변화로 표현된다.

## 같이 보기
- 공차 (공학)
- 전사적 품질 경영
- 검사와 타당성 검증

## 문헌
- Lalanne, C., Specification Development - 2nd Ed., ISTE-Wiley, 2009